# Papa Eusebiu
Papa Eusebiu (n.  ?, Sardinia, Italia – d. 310 d.Hr., Sicilia, Imperiul Roman) a fost al 31-lea papă al Bisericii catolice, care îl și venerează ca sfânt. A guvernat biserica doar câteva luni: de la 18 aprilie până la 17 august al anului 309 sau 310.

## Biografia
Detaliile pontificatului său pot fi doar deduse din epitaful de opt versuri ( hexametri compus de Papa Damas I pentru mormântul său. 
DAMASO VESCOVO FECE – Heraclie nu voia ca Lapși să facă pocăință de păcatele lor. Eusebiu însă îi învăța pe acei nenorociți să plângă păcatele lor. Odată cu intensificarea dezbaterilor și credincioșii s-au împărțit în două tabere. Răzvrătiri, crime, războaie, dezbinări, certuri. Pe neașteptate amândouă taberele au fost expulzate de crudul tiran (Maxențiu), în ciuda faptului că papa păstrase – pe cât i-a fost în putință – legăturile păcii. Bucuros a îndurat exilul din dragoste pentru Domnul, și pe rocile Siciliei a lăsat lumea și viața. AD EUSEBIO VESCOVO E MARTIRE
Numai grație unor antice transcrieri acest epitaf a ajuns la noi. Câteva fragmente ale originalului ca și o copie de marmură din sec. al VI-lea – construită pentru înlocuirea originalului distrus – a fost găsită de istoricul italian Giovanni Battista De Rossi în capela papală, din catacombele romane ale Sfântului Calixt. Din acest epitaf reiese că dezbinările grave din interiorul bisericii romane cu privire la reprimirea apostaților numiți lapși), produși de persecuția precedentă (și care crease deja tensiuni grave și pe timpul Papei Marcel I, au continuat sub Eusebiu. El, într-adevăr, a reconfirmat poziția Bisericii romane față de apostați, care nu trebuiau excluși definitiv de la comuniunea ecleziastică, dar puteau fi reprimiți numai după ce au făcut pocăința adecvată: (Eusebius miseros docuit sua crimina flere).
Acest punct de vedere a fost contestat de o fracțiune de creștini care-l aveau în frunte pe un oarecare Heraclie. Nu se știe cu certitudine dacă acesta și susținătorii săi sprijineau un punct de vedere mai rigid decât cel al lui Novațian sau dacă se situau pe o interpretare mai îndurătoare a legii. A doua ipoteză pare să fie mult mai probabilă: Heraclie era probabil reprezentantul unei fracțiuni de apostați care cereau insistent reintegrarea imediată în corpul bisericii. Damasus a tratat cu termeni foarte duri conflictul care a urmat (seditcio, cœdes bellum, discordia, lites). Pare probabil ca Heraclie și grupul său de susținători să fi încercat să obțină cu forța readmiterea lor la sfintele sacramente atitudine care i-a făcut pe susținătorii papei Eusebiu să reacționeze. Din cauza acestor contraste atât Eusebiu cât și Heraclie au fost exilați de Împăratul Maxențiu. Eusebiu a fost deportat în Sicilia, unde a și murit la puțin timp. Trupul său neînsuflețit a fost readus la rupul său neînsuflețit a fost readus la Roma, , probabil pe 26 septembrie a anului 311  conform izvorului: Depositio Episcoporum – Conținutul "Cronografia" de la anul 354, și a fost depus într-un mormânt din Catacombale sf. Calixt, aproape de mormântul papei Caius.

## Cultul
Atitudinea sa fermă pentru apărarea disciplinei bisericești și, mai ales, exilul la care a fost condamnat au fost date suficiente să fie cinstit ca martir, chiar dacă a murit de moarte bună în ocnele siciliene.
Este comemorat în ziua de 17 august.

## Bibliografia
- Catholic Encyclopedia, Volume V. New York 1909, Robert Appleton Company. Nihil obstat, 1 maggio 1909. Remy Lafort, S.T.D., Censor. Imprimatur + Cardinale John Murphy Farley, Arcidiocesi di New York;
- Liber pontificalis, ed. Louis Duchesne|Duchesne, I, 167;
- Giovanni Battista De Rossi, "Roma sotterranea", II (Roma 1867), 191-210:
- James Spencer Northcote e Brouwnlow, "Roma sotterranea", seconda edizione (Londra, 1879);
- Lightfoot, Apostolic Fathers, seconda edizione I, I, 297-299;
- IHM, Damasi Epigrammata (Leipzig, 1895), 25, num. 18;
- Carini, "I lapsi e la deportazione in Sicilia del Papa S. Eusebio" (Roma, 1886);
- Rudolph von Langen, Geschichte der römischen Kirche, I (Bonn, 1881), 380-382;
- Giovanni Sicari, «Reliquie Insigni e "Corpi Santi" a Roma», 1998, collana Monografie Romane a cura dell'Alma Roma.